# Liste der denkmalgeschützten Objekte in Göriach
Die Liste der denkmalgeschützten Objekte in Göriach enthält die denkmalgeschützten, unbeweglichen Objekte der Gemeinde Göriach im Salzburger Bezirk Tamsweg.

## Denkmäler
| Foto |                 | Denkmal                                               | Standort                                    | Beschreibung | Metadaten |
| ---- | --------------- | ----------------------------------------------------- | ------------------------------------------- | --- | --- |
| ja   | Datei hochladen | Bauernhof, Piendlhof HERIS-ID: 27426 Objekt-ID: 23953 | Hintergöriach 44 Standort KG: Göriach       | Das zweigeschoßige Mittelflurhaus hat eine barocke Fassadengliederung durch Putzbänder und Putzpilaster und Umrahmungen der Fenster und des Portales mit 1714 bezeichnet. Sternförmig aufgedoppelte Türe mit bemerkenswertem Beschlag. Tonnengewölbte Rauchküche. Balkendippeldecken mit 1714 bezeichnet. | BDA-Hist.: Q37911265 Status: Bescheid Stand der BDA-Liste: 2025-06-30 Name: Bauernhof, Piendlhof GstNr.: .59/2, 563/1 |
| ja   | Datei hochladen | Flur-/Wegkapelle HERIS-ID: 27474 Objekt-ID: 24001     | gegenüber Wassering 55 Standort KG: Göriach | | BDA-Hist.: Q37911535 Status: § 2a Stand der BDA-Liste: 2025-06-30 Name: Flur-/Wegkapelle GstNr.: 994/1                |
| ja   | Datei hochladen | Tonibauern-Kapelle HERIS-ID: 27477 Objekt-ID: 24004   | Standort KG: Göriach                        | | BDA-Hist.: Q37911551 Status: § 2a Stand der BDA-Liste: 2025-06-30 Name: Tonibauern-Kapelle GstNr.: 1206/1             |